# Josh Wagenaar
Joshua Frederick (Josh) Wagenaar (Grimsby, 26 februari 1985) is een Canadees voormalig voetballer die als doelman speelde.
Wagenaar heeft zowel een Canadees als Nederlands paspoort. Hij begon zijn voetbalcarrière bij Hamilton Sparta Soccer Club en daarop volgde de in Canada hoger gewaardeerde Roma Wolves. Hij keepte ook nog bij twee voetbalscholen; Beamsville Secondary School en Hartwick College. Van die laatste kon hij de overstap maken naar ADO Den Haag, waar hij een tijdlang tweede keeper was achter Stefan Postma.
Op 23 september 2006 maakte Wagenaar zijn debuut voor ADO. De toen 21-jarige keeper viel tijdens de thuiswedstrijd tegen PSV in voor Postma, die zijn kuit- en scheenbeen had gebroken.
In het seizoen 2007/08 ging hij naar Lyngby BK in Denemarken en hierna speelde hij voor Yeovil Town FC in de Engelse Football League One. In het seizoen 2009/10 stond hij bij Falkirk FC in Schotland onder contract.
Wagenaar vond daarna geen nieuwe club. Van 2010 tot 2013 trainde hij de doelmannen van de teams van de Graceland University, de Graceland Yellowjackets . Sinds 2013 is hij co-trainer bij vrouwen van de LA Tech Bulldogs van de Louisiana Tech University.